# Gređa
Gređa (mađ. Magyaregregy, nje. Ungarisch-Eggrad) je selo u južnoj Mađarskoj. 
Zauzima površinu od 26,81 km četvorni.

## Zemljopisni položaj
Nalazi u sjeveroistočnom podnožju gore Mečeka (mađ. Mecsek), na 46°15' sjeverne zemljopisne širine i 18°19' istočne zemljopisne dužine. Obližnje selo Vikinj se nalazi 3 km istočno, a Slatnik je 4 te Kárász 2 km prema sjeveru.

## Upravna organizacija
Upravno pripada komlovskoj mikroregiji u Baranjskoj županiji. Poštanski broj je 7332.

## Stanovništvo
U Gređi živi 831 stanovnik (2005.). Mađari su većina. Romi čine preko 4% stanovništva i imaju manjinsku samoupravu. Blizu 69% stanovnika su rimokatolici, nekoliko kalvinista i luterana te 27% koji su se odbili vjerski izjasniti ili nije poznato.

## Zanimljivosti
2 km prema jugu, na Mečeku se nalazi Márévár.

## Vanjske poveznice
- (mađ.) Köblény Önkormányzatának honlapja
- (mađ.) Plan naselja  Arhivirana inačica izvorne stranice od 16. svibnja 2011. (Wayback Machine)
- (mađ.) Magyaregregy Önkormányzatának honlapja  Arhivirana inačica izvorne stranice od 21. travnja 2017. (Wayback Machine)
- (mađ.) Magyaregregy a Vendégvárón  Arhivirana inačica izvorne stranice od 11. svibnja 2005. (Wayback Machine)
- (mađ.) Márévár 3D képekben  Arhivirana inačica izvorne stranice od 10. siječnja 2009. (Wayback Machine)
- (mađ.) Légifotók a várról
- (mađ.) Képgaléria a várról
- Gređa na fallingrain.com